# كهف جيتارريرو
كهف جيتارريرو يقع في وادي كاليخون دي هوايلاس في مقاطعة يونغاي في إقليم أنكاش في بيرو. يبلغ ارتفاع الكهف 50 مترًا (160 قدمًا) فوق نهر سانتا و 2.580 مترًا (8.460 قدمًا) فوق مستوى سطح البحر.